# زدن به تخته
بزنم به تخته یا بزن به تخته نوعی از خرافه‌های فولکلور اروپایی دورگر شر یا بلاگردان است که در آن، فرد پس از آنکه یک موضوع مورد علاقه‌اش به وقوع پیوست یا سخن مثبتی در رابطه به خود بر زبان آورد یا در رابطه با مرگ شخص دیگری چیزی ، برای دوری از بدیمنی با دست به یک تکه چوب می‌زند یا آن را لمس می‌کند.

## مبدأ فرهنگی
- در برخی کشورها همچون اسپانیا، مرسوم است که پس از حادث شدن امری که ممکن است سبب بروز بدبیاری گردد، همچون عدد ۱۳ یا برخورد با یک گربه سیاه در خیابان، قطعه چوبی را لمس کرده یا بر روی آن می‌زنند.
- در ایتالیا، «tocca ferro» (بزن به آهن) زمانی اتفاق می‌افتد که یک تدفین‌گر یا هر چیز دیگری مربوط به مرگ مشاهده شود.
- در فرهنگ انگلیسی باستان، زمانی که افراد می‌خواستند در رابطه با یک راز یا یک مطلب محرمانه با یکدیگر صحبت کنند، به جنگل می‌رفتند و برای آنکه شیاطین صدای آن‌ها را نشنوند، با دست به درختان می‌زدند. افسانه‌ای دیگر در این رابطه این می‌باشد که این کار عملی بوده برای احضار روح تا کاری را که فرد احضارکننده می‌خواهد برایش انجام دهد. نسخه دیگر آن نیز از این قرار است که عده‌ای از راهبانی که صلیب چوبی به گردن می‌انداخته‌اند، بدان ضربه می‌زدند تا شر را از خود دور کنند.
- در رومانی این خرافه وجود دارد که با لمس کردن یا ضربه زدن به چوب می‌توان از بروز اتفاقات بد جلوگیری کرد. یک دلیل دیگر نیز می‌تواند این باشد که راهبان صومعه با سیمانترون بازی می‌کردند یا بدان ضربه می‌زدند.
- در بلغارستان لمس کردن تخته فقط برای محافظت در برابر اخبار بد و ناگوار است و نه الزاماً افزایش شانس یا چیز دیگر. مردم زمانی این کار را می‌کنند که خبر بدی بشنوند یا اتفاق بدی برای کسی بیفتد. مرسوم این است که ابتدا بگویید «خدا رحم کنه» و بعد به نزدیک‌ترین چوب در دسترس (البته به غیر از میز چوبی) ضربه بزنید و آنگاه با همان دستی که ضربه زدید گوشتان را به پایین بکشید. اگر چوبی در دسترس نبود، مجاز هستید به سرتان ضربه بزنید. ضربه زدن به سر از این ضرب‌المثل نشئت گرفته که می‌گوید: «سر احمق، چوبی است.»
- در صربستان زمانی که به نکته مثبتی در رابطه با شخصی اشاره می‌شود، این کار را می‌کنند تا بلکه آن خصیصه مثبت و خوب از بین نرود. معمولاً در هنگام ضربه زدن به چوب می‌گویند: да куцнем у дрво یعنی «می‌زنم به تخته».